# کولیان هلدینگ
کولیان هلدینگ (انگلیسی: Colian Holding) شرکت صنایع غذایی لهستانی است، که در سال ۲۰۰۸ تأسیس شد.